# Druge romantike (književnost)
Druge romantike označujejo literarno smer, ki je v evropski književnosti prevladovala od začetka do srede 19. stoletja pri manjših evropskih narodih.
Romantika je postala važna literarna smer tudi v književnosti drugih manjših evropskih narodov. Njihovi najvidnejši predstavniki so: 
- pri dancih: pesnik in dramatik A.G. Oehlenschläger (1779–1850), pripovednik in pravljičar H. Ch. Andersen (1805–1875),
- pri švedih: pesnik Esaias Tegnér (1782–1846)
- pri čehih: pesnik K. H. Mácha (1810–1836)
- pri slovakih: pesnik J. Kollár (1793–1852)
- pri madžarih: pesnik S. Petőfi (1823–1849)

Prek angleške romantike je romantična književnost našla  odmev tudi v komaj nastajajoči ameriški književnosti, katerih najvidnejši predstavniki sta: pripovednika
W. Irving (1783–1859) in J. F. Cooper (1789–1851) ter pesnik E.A. Poe (1809–1849).